# فرنسيس دبليو. داوتي
فرنسيس دبليو. داوتي (بالإنجليزية: Francis W. Doughty)‏ (5 نوفمبر 1850، بروكلين في الولايات المتحدة - 30 أكتوبر 1917)؛ كاتب سيناريو وروائي أمريكي.

## روابط خارجية
- فرنسيس دبليو. داوتي على موقع IMDb (الإنجليزية)